# Hällberga
Hällberga is een plaats in de gemeente Eskilstuna in het landschap Södermanland en de provincie Södermanlands län in Zweden. De plaats heeft 625 inwoners (2005) en een oppervlakte van 81 hectare.

## Verkeer en vervoer
Bij de plaats loopt de Riksväg 53.